# Lèv la tèt dann fénwar
Pour plus de détails, voir Fiche technique et Distribution.
Lèv la tèt dann fénwar (Quand la nuit se soulève) est un documentaire de création de 2021 réalisé par Erika Etangsalé produit par Jonathan Rubin. Il a été présenté en avant-première mondiale au Festival international de cinéma de Marseille 2021 où il a reçu le Prix Premier et le Prix Marseille Espérance.

## Synopsis
Jean-René est un ancien ouvrier aujourd'hui à la retraite. Il vit en France, à Mâcon, depuis son émigration de l'île de La Réunion à l'âge de 17 ans. Aujourd’hui, pour la première fois, il brise un silence et raconte à sa fille son histoire. Son récit nous dévoile des rêves et des douleurs mystérieuses qui trouvent leurs racines dans les blessures de l'histoire coloniale française.

## Fiche technique
- Titre original : Lèv la tèt dann fénwar
- Titre francophone : Quand la nuit se soulève
- Réalisation : Erika Etangsalé
- Scénario : Erika Etangsalé
- Photographie : Jonathan Rubin, Fiona Braillon
- Son : Pierre George
- Montage : Marianne Haroche
- Montage son et design sonore : Pierre George
- Production déléguée : Jonathan Rubin
- Société de production déléguée : WE FILM, Les films du haut d'un arbre
  - Sociétés de coproduction : Le Fresnoy - Studio national des arts contemporains
- Sociétés de distribution : l'Agence du court métrage
- Budget : 0,1 millions €
- Pays de production :  France
- Langue originale : français, créole réunionnais
- Format : 16 mm couleur et noir & blanc — 1,37:1 — son 5.1
- Genre : documentaire de création
- Durée : 51 minutes
- Dates de sortie :  France : 20 juillet 2021 (Festival international de cinéma de Marseille)
- Classification : France : tout public

## Distribution
- Jean-René Etangsalé

## Réception
Jérémy Piette, qui a fait une critique du film pour Libération, a écrit qu'ils sont de plus en plus nombreux, les enfants qui de leur caméra parviennent à rouvrir les blessures du passé de leurs parents pour mieux les recoudre, sans grande infection. Si l’on pense en disant cela au magnifique Leur Algérie (2020) de Lina Soualem, bientôt en salles, Lèv la tèt dann fénwar relève également de cette pratique salutaire qui consiste à raviver (et à dire) la mémoire de ceux qui jusque-là ont tu leur passé. Ici le père réunionnais de la jeune cinéaste Erika Etangsalé, avec qui elle partage la même paralysie du sommeil et le même cauchemar au fond d’un tunnel noir. Lèv la tèt dann fénwar est une succession d’éclats de mémoire en noir et blanc réunissant reliefs basaltiques et animaux sauvages filmés à l’île de la Réunion, puis d’images documentaires en couleur réalisées dans une banlieue pavillonnaire à Mâcon, puis encore d’autres rushs en Super 8 capturés par le père au fil de sa vie. Le film hybride et sublime trace un chemin vers cette terre natale que le père aimerait retrouver et qu’il a quittée pour la France, poussé par ce grand mouvement d’exil sans retour orchestré par le Bumidom (Bureau pour le développement des migrations dans les départements d’outre-mer, entre 1963 et 1981). Soutenu par le chant des oiseaux réunionnais, Lèv la tèt dann fénwar agit comme une capsule de voyage temporel, donnant à ce père l’occasion de «partir loin» avec les ailes dont il a toujours rêvé.

## Distinctions

### Récompense
- Prix Premier au FID Marseille 2021[2]
- Prix Marseille Espérance au FID Marseille 2021[2]
- Prix Doc Alliance 2022[4]
- Prix du jury documentaire au FEMI Guadeloupe 2022
- Prix du meilleur long-métrage documentaire au Nova Frontier Festival 2022[5]
- Grand Prix du Jury à Africlap, Toulouse 2022
- Prix du meilleur documentaire au Quibdo Africa Film Festival, Colombie 2022
- Prix du meilleur film au Festival International de cine africano, Argentine 2022
- Prix TV5 Monde au Festival de cine Africano Tarifa 2022[6]
- Mention spéciale du jury au Festival de cine Africano Tarifa 2022[6]
- Mention spéciale du jury au Festival Premiers Plans 2022[7]
- Mention spéciale du jury des activités sociales de l'énergie CMCAS et CCAS au Festival du cinéma de Brive 2022[8]
- Prix du jury court et moyen métrage au StLouis’ Docs 2024[9]

### Sélections
- Sélectionné aux César 2023 dans la catégorie du César du meilleur court métrage documentaire[10]
- FID Marseille 2021[1]
- Festival international du film documentaire d'Amsterdam 2021[11]
- États généraux du film documentaire 2021[12]
- Festival de Film de la Villa Médicis 2021[13]
- DocLisboa 2022[14]
- Festival international du film documentaire de Jihlava 2022[15]
- Visions du réel 2022[16]
- Festival international du film insulaire de Groix 2022[17]
- Festival Premiers Plans d'Angers 2022[7]
- Festival du cinéma de Brive 2022[8]
- Festival Silhouette de Paris 2022[18]
- Festival international du film indépendant de Bordeaux 2022[19]